# Língua jersiana
O jersiano (em jersiano: jèrriais), também conhecida como língua de Jersey, francês de Jersey e francês normando de Jersey, é uma variante da língua normanda falada tradicionalmente pelo povo de Jersey, a maior das ilhas do arquipélago das ilhas do Canal, ao largo da França. Seus parentes mais próximos são as outras línguas normandas, como o guernesiano, falado na vizinha Guernesey, e as outras línguas de oïl.
O uso de jersiano tem diminuído desde ao longo do século passado, à medida que o inglês se tornou cada vez mais a língua da educação, do comércio e da administração em Jersey. São muito poucos os que falam o jersiano como língua materna e, devido à idade dos restantes falantes, o seu número diminui anualmente. Apesar disso, esforços estão sendo feitos para manter a língua viva.
A língua de Sark, o sercquiais, é descendente do jersiano levado pelos colonos de Jersey que colonizaram Sark no século XVI, com inteligibilidade mútua com a língua normanda da Normandia continental.
O inglês e o francês são as duas mais utilizadas na administração da ilha. O jersiano é reconhecido como língua regional em Jersey, mas é pouco usada oficialmente.